# Мастер-позитив

Кинокопировальный аппарат «25НТК—1» для прерывистой контактной печати совмещённых мастер-позитивов и монтажных фильмокопий. Неэкспонированная киноплёнка из рулона A проходит через пульсирующий фильмовый канал 1, в котором вместе с прижатым к ней негативом изображения из рулона C прерывисто перемещается скачковым барабаном 2 мальтийского механизма. Копировальный свет от лампы 5 регулируется световым паспортом 4 и в моменты перемещения киноплёнок перекрывается обтюратором 3. После печати изображения киноплёнка поступает в звукоблок, где на неё барабаном 8 непрерывно печатается фонограмма с негатива перезаписи из рулона E. Пунктиром обозначен путь киноплёнки при печати контратипов без фонограммы

Мастер-позитив, промежуточный позитив, интерпозитив, лаванда (англ. Master Positive — MP, Duplicate Positive — DP, Intermediate Positive — IP) — промежуточная позитивная копия кинофильма, получаемая в процессе контратипирования при оптической технологии кинопроизводства. Промежуточный позитив предназначен для получения дубльнегативов, с которых производится тиражирование фильмокопий. Изготавливается на киностудии непосредственно со смонтированного оригинального негатива после утверждения контрольного позитива и окончательной цветоустановки.

## Технология изготовления
В отличие от рабочего позитива, который часто печатается «в одном свету», промежуточный позитив выровнен по оптической плотности и цветопередаче, отклонения от которых неизбежны в оригинальном негативе. Для обеспечения высокого качества при последующем контратипировании, интерпозитив изготавливается прецизионными кинокопировальными аппаратами прерывистой печати с иммерсией, снижающей заметность механических повреждений негатива. Часто интерпозитив печатается с полным погружением обеих киноплёнок и лентопротяжного механизма в резервуар с иммерсионной жидкостью. Для выравнивания по плотности и цветопередаче используется цветовой паспорт, индивидуальный для каждого монтажного плана. Одинаковые плотность и цветопередача соседних планов, а также отпечатанная совмещённая фонограмма на мастер-позитиве позволяют производить дальнейшую скоростную печать дубльнегатива и фильмокопий аппаратами непрерывной (ротационной) печати. Как и первая монтажная фильмокопия, мастер-позитив представляет собой первую копию фильма в законченном виде и с фонограммой: он полностью смонтирован, в нём проведены свето- и цветоустановка, впечатаны титры и монтажные переходы (наплывы, шторки, затемнения).
Технологии получения цветного и чёрно-белого мастер-позитивов отличаются: при чёрно-белом контратипировании используется комплект из дубль-позитивной и дубль-негативной киноплёнок с различными коэффициентами контрастности. Киноплёнки комплекта, как правило несенсибилизированы и допускают лабораторную обработку при неактиничном освещении. При цветном контратипировании как промежуточный позитив, так и дубльнегатив печатаются на универсальной контратипной киноплёнке (англ. Intermediate Film) с коэффициентом контрастности, равным единице и цветным маскированием, например «KODAK VISION Color Intermediate Film 5242» или «FUJICOLOR INTERMEDIATE FILM ETERNA-CI 8503». Такая технология позволяет свести к минимуму ошибки цветоделения и сохранить фотографическую широту негатива. В результате, цветной мастер-позитив обладает низким контрастом, а из-за наличия маски имеет жёлто-оранжевую окраску и непригоден для нормальной демонстрации кинопроектором.
При одноступенном контратипировании на обращаемую киноплёнку промежуточный позитив не печатается, поскольку дубльнегатив получается непосредственно с негатива. В настоящее время такая технология не используется. Некоторые способы тиражирования фильмов предусматривают печать фильмокопий непосредственно с негатива. В этом случае, позволяющем получать ограниченные тиражи фильмокопий, промежуточный позитив также не изготавливается. В современной цифровой технологии кинопроизводства роль мастер-позитива выполняет цифровая мастер-копия Digital Intermediate, с которой при помощи фильм-рекордера печатается дубльнегатив на специальных сортах киноплёнки.

## Другое использование
За счёт точной цветокоррекции и выравнивания плотности соседних кадров мастер-позитив может служить наиболее высококачественным источником при мастеринге копий фильма на видеокассетах и оптических видеодисках. Важным достоинством интерпозитива считается отсутствие многочисленных физических склеек, которые есть на смонтированных негативе и рабочем позитиве. Кроме того, это первая копия фильма, в которой потери фотографического качества изображения минимальны и сохранён весь диапазон полутонов негатива. Наличие совмещённой фонограммы позволяет получить полноценный звук с того же носителя, не прибегая к дополнительной синхронизации.
В фотографии печать промежуточного позитива используется в различных техниках фотографики, таких как псевдосоляризация, изогелия, изополихромия и других.